# La chacota
La chacota es una película en blanco y negro de Argentina dirigida por Enrique Dawi sobre su propio guion escrito en colaboración con Landrú y Aldo Cammarota que se estrenó el 17 de octubre de 1963 y que tuvo como protagonistas a  Luis Aguilé, Mariquita Gallegos, Evangelina Elizondo y Osvaldo Pacheco.

## Sinopsis
Una cantante busca reemplazar a su partenaire. Un aficionado lo hace y triunfa en la televisión.

## Reparto
- Luis Aguilé
- Mariquita Gallegos
- Evangelina Elizondo
- Osvaldo Pacheco
- Augusto Codecá
- Fidel Pintos
- Héctor Calcaño
- Chela Ruiz
- Jorge Marchesini
- Alberto Locati
- Julio De Grazia
- Oscar Casco
- Bettina Hudson
- Raúl Ricutti
- Gladys Mancini
- Cacho Espíndola
- Los Mac Ke Mac's
- Marcelo Jaime
- Pepe Marrone
- Héctor Tilbe

## Comentarios
Diario El Mundo opinó:

“Mediocre expresión local… Una dirección vacilante de E. Dawi no consigue poner equilibrio en esa mezcla cómico-musical hecha en todo orden de cosas, con mejor voluntad que capacidad”.

Por su parte, Manrupe y Portela escriben:

“Concebida como típica comedia con canciones, tiene sin embargo algún interés la presencia de dos buenos humoristas firmando el guion. Con algunas críticas burlonas al mundo del cine y al cholulismo”.